# Parc national d'Arakwal
Le parc national d'Arakwal est un parc situé à environ 624 km au nord de Sydney en Nouvelle-Galles du Sud en Australie et 2 km au sud du cap Byron, le point le plus à l'est de l'Australie continentale. La ville la plus proche est Byron Bay. Le parc protège une zone de paysage wallum, de landes côtières argileuses situées derrière Tallow Beach, qui offrent un habitat à de nombreuses espèces d'oiseaux et à deux espèces indigènes de grenouilles : Crinia tinnula et Litoria olongburensis qui sont toutes deux considérées vulnérables.
Propriété traditionnelle du peuple Arakwal, le parc a été créé en 2001 après que la communauté Arakwal et le gouvernement de Nouvelle-Galles du Sud furent parvenus à un accord d'utilisation des terres. Le peuple Arakwal est cogestionnaire du parc.